# خلیج آتکا

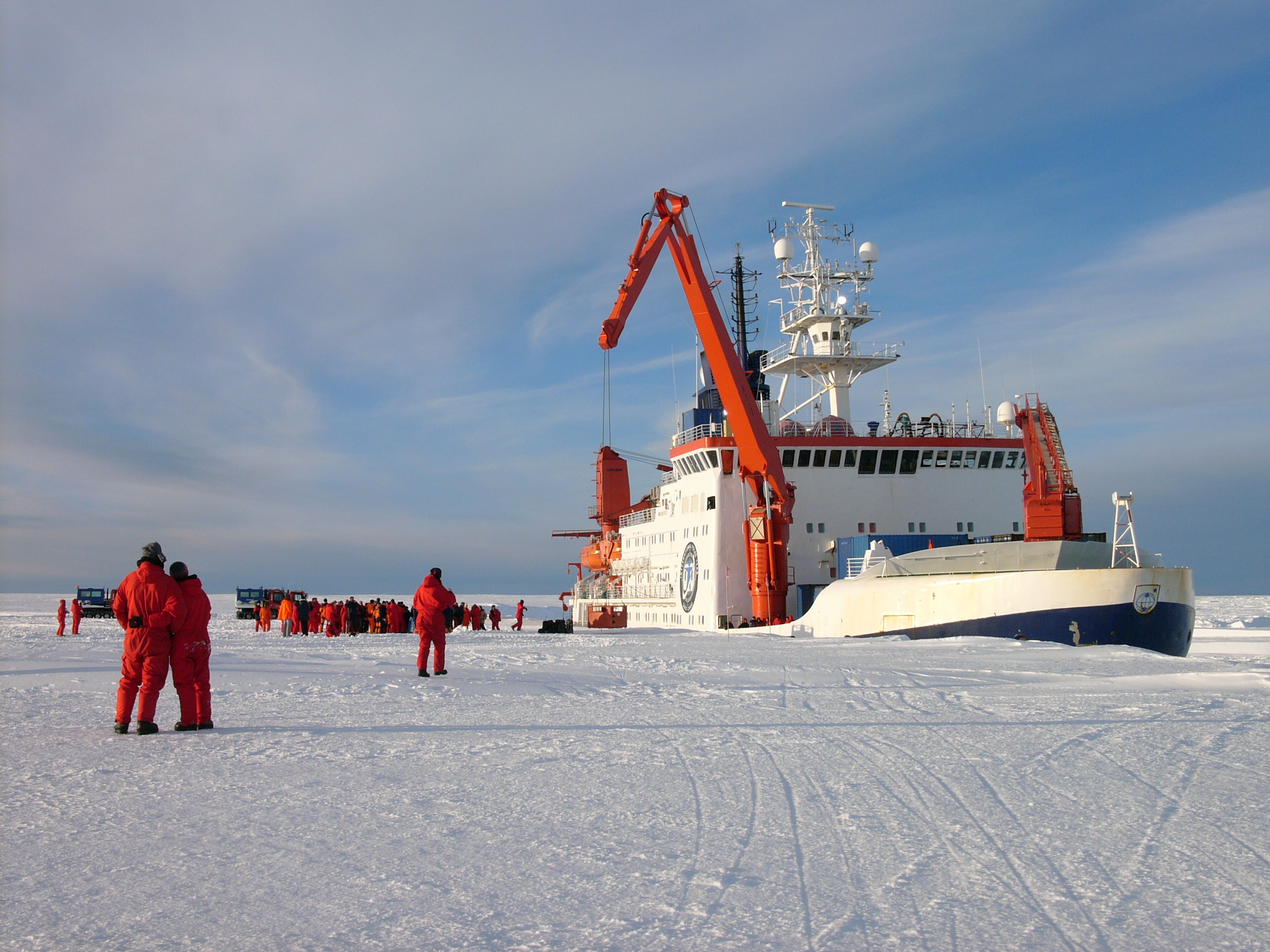
یخ‌شکن آر وی پولاراشترن پهلو گرفته در کناره یخ‌های خلیج آتکا

خلیج آتکا منطقه‌ای یخی به وسعت ۱۶ کیلومتر است که جایگاهی کمابیش همواره ثابت و یخ‌زده را در جلوی کرانه‌های سرزمین شهبانو ماود پدید می‌آورد.
این خلیج توسط نقشه‌شناسان نروژی و با کمک عکس‌برداری‌های هوایی در طی اکتشاف‌های میان سال‌های ۱۹۴۹ تا ۱۹۵۲ میلادی به خوبی نقشه‌برداری شده‌است.